# خليج سكيل

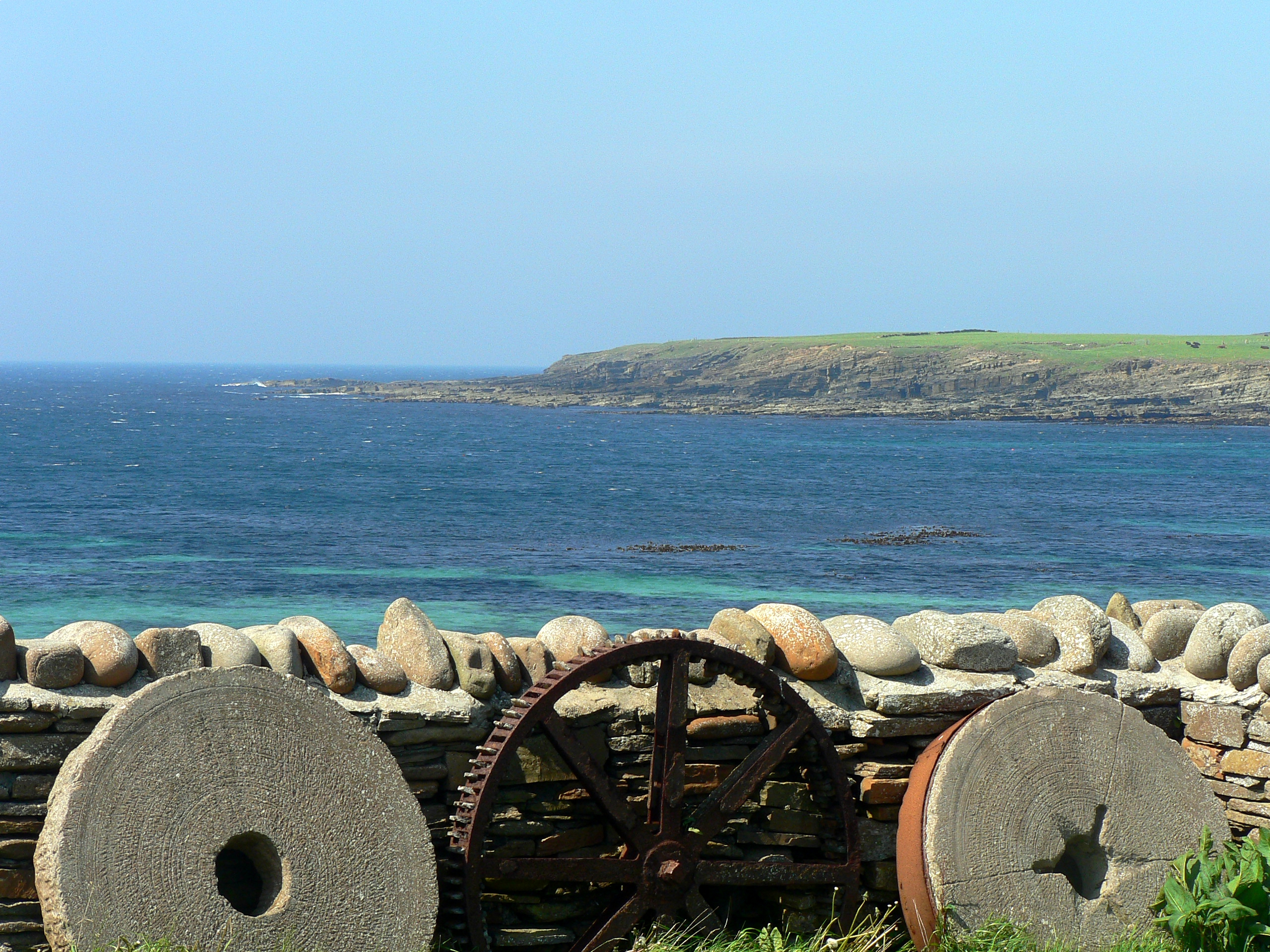
منظر لخليج سكيل من موقع سكارا براي

خليج سكيل، (من الإسكندنافية القديمة بجرفي سكالا) هو خليج صغير يقع على الساحل الغربي لبر أوركني الرئيسى، اسكتلندا.

## مناطق جذب للزوار
خليج سكيل هو موقع مستوطنة العصر الحجري الحديث الشهيرة ، سكارا براى، ومقر سكني كبير تحت مسمى سكيل هاوس وهو ملكية لأحد الإقطاعيين الاسكتلنديين الذي اكتشفت سكارا برى في أرضه. ارتبط سكيل هاوس بالكابتن جيمس كوك.

## كنز الفايكنغ في سكيل
في مارس 1858، كان هناك فتى يدعى ديفيد لينكلاتر يحفر في منطقة مكل براى، بالقرب من كنيسة أبرشية ساندويك، عندما وجد عدة قطع من الفضة ملقاة على الأرض. تفاجئ الفتى بالاكتشاف، وسرعان ما انضم إلى لينكلاترعدد من السكان. وقد اكتشفوا معًا أكثر من مائة عنصر. يعتبر هذا الكنز أكبر كنز للفايكنج يتم العثور عليه حتى الآن في اسكتلندا. 